# Georgenberg (Salzachtal)
Der Georgenberg ist ein Berg im Tennengau des Landes Salzburg im Gebiet der Gemeinde Kuchl bzw. der Katastralgemeinde Georgenberg.
Der Berg ist etwa 910 m lang, zwischen 113 und 281 m breit und an seiner höchsten Stelle 528 m hoch. Damit überragt er das Salzachtal um etwa 59 m. Seine Hochfläche umfasst 15 ha. Er ist als Naturdenkmal des Landes Salzburg ausgewiesen (Listeneintrag) und beherbergte 2019 die größte Waldrapp-Kolonie Europas.

## Geologie

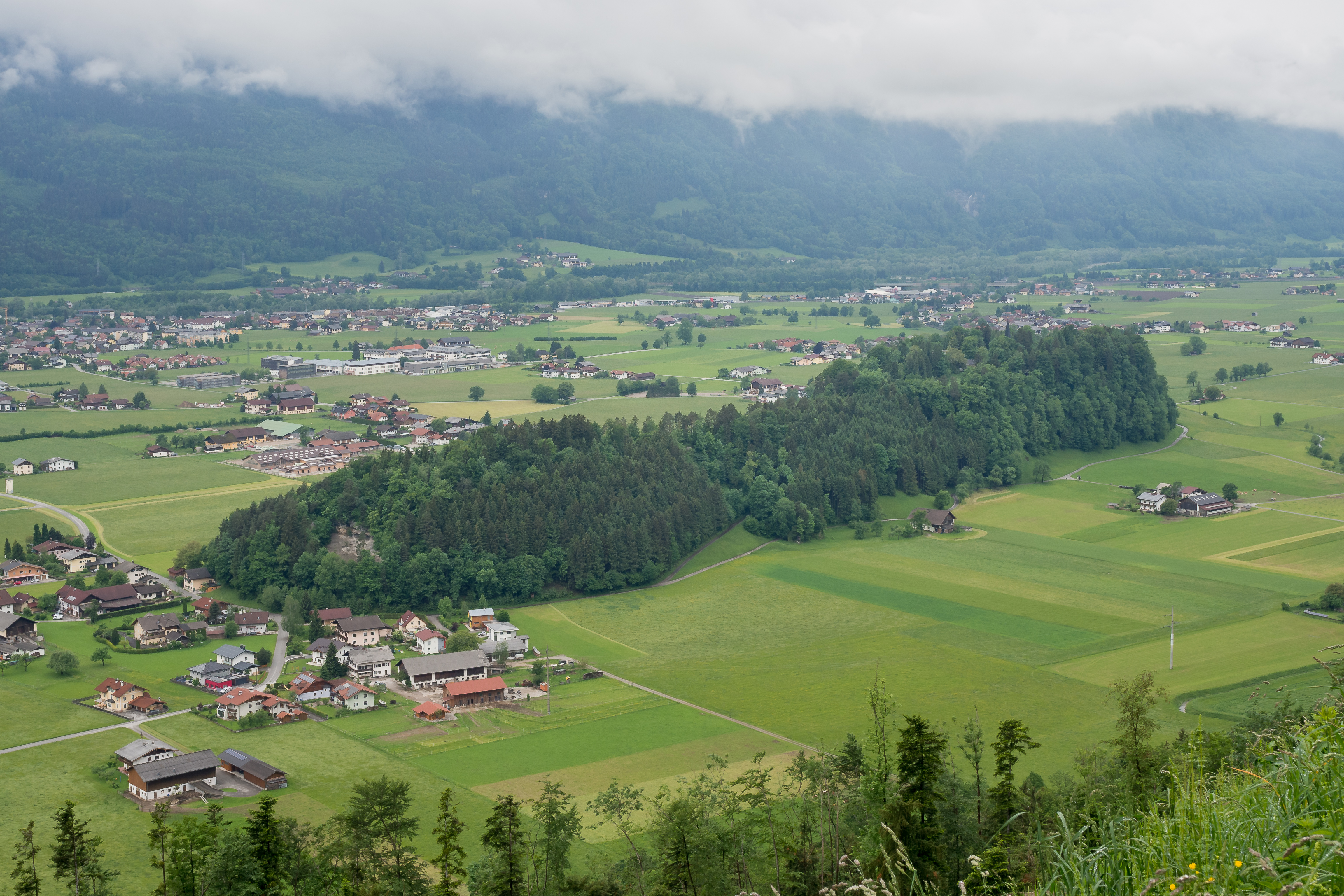
Blick von Sankt Koloman auf den Georgenberg

Der Georgenberg entstand vor 400 000 Jahren nach dem Abschmelzen des mindelzeitlichen Salzachgletschers. Dadurch wurde ein See gebildet, der das ganze Salzburger Becken einnahm. In diesen wurde Schuttmaterial aus den Salzkammergut-Bergen eingetragen, welches den See teilweise wieder auffüllte, wobei sich die angelagerten Sedimente zu Schotterkörpern verfestigten. Durch die Gletscherbewegungen der Riß- und Mindel-Kaltzeit wurde diese Schotterfüllung im Salzachtal teilweise wieder abgetragen, im Schutze einiger Sporne aus dem Grundgebirge blieben jedoch einige Sedimentberge, zum Beispiel der Mönchsberg, der Rainberg oder der Hellbrunner Berg und der Morzger Hügel ebenso wie der Georgenberg bestehen. Der Georgenberg erstreckt sich längs der Bewegungsrichtung des ehemaligen Salzachgletschers in nordwestlich-südöstlicher Richtung.
Die Gerölle des Konglomerats des Georgenbergs sind gut miteinander verkittete nuss- bis faustgroße Gesteine aus dem Oberlauf der Salzach. Die Hauptmasse besteht aus Kalk- und Dolomitsteinen, daneben finden sich auch Mergel und Silikatgesteine, Grünschiefer, Quarzite und Sandsteine.

## Geschichte

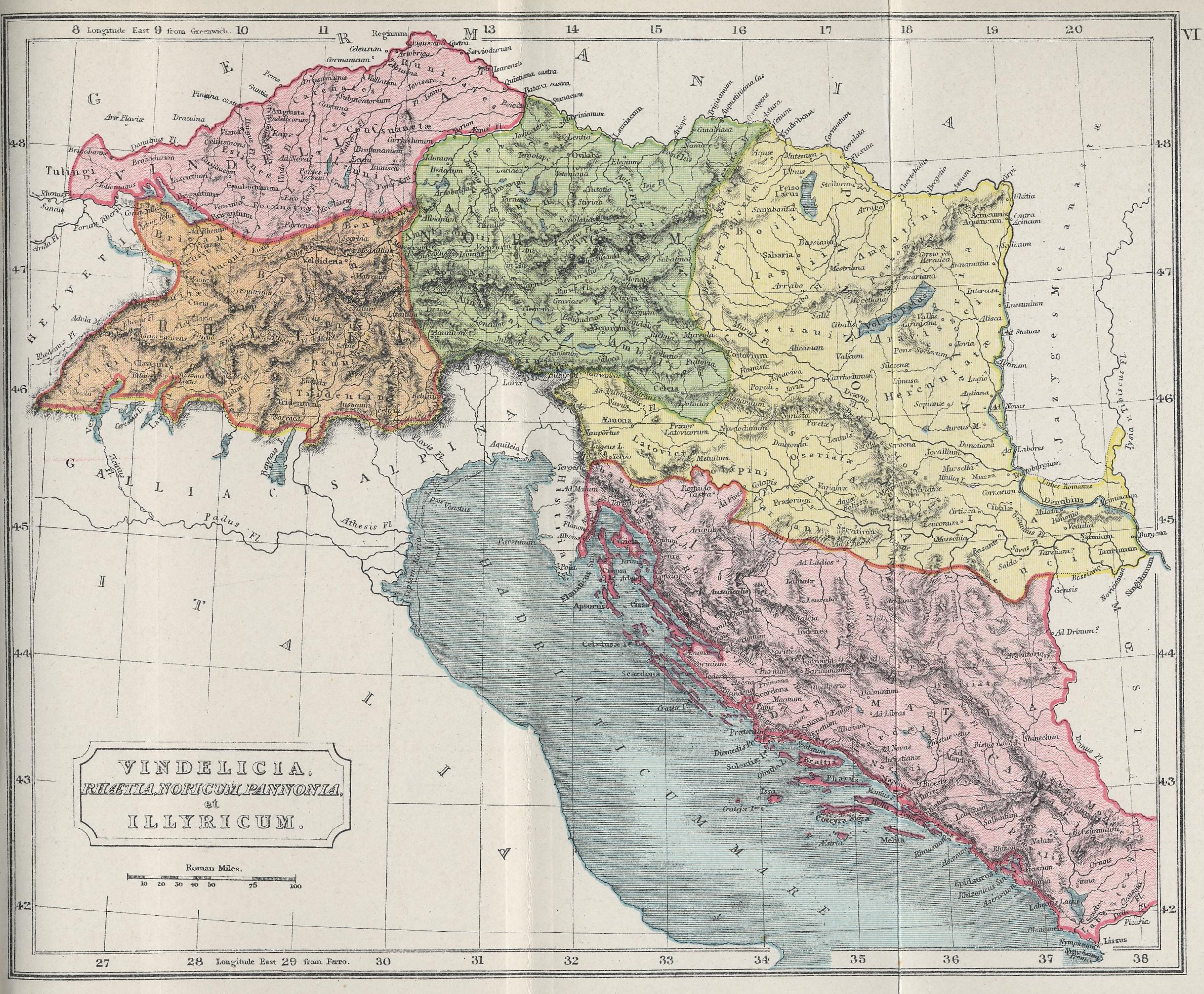
Provinz Noricum (grün) in der römischen Antike

Der Georgenberg war seit jeher als eine schwer einnehmbare Konglomeraterhöhung ein bevorzugtes Siedlungsgebiet. Vermutet wird eine Besiedlung bereits für das Jung- bzw. Endneolithikum, also die späte Jungsteinzeit. Eine dauerhafte Besiedlung ist ab erst in der frühen Bronzezeit gesichert. Seitdem ist eine kontinuierliche Nutzung des Berges in der römischen Zeit, dem Mittelalter und bis in die Gegenwart nachgewiesen. 15 v. Chr. wurde der Salzburger Raum in das Römische Reich eingegliedert. Der noch nicht sicher lokalisierte Ort Cucullis (Kuchl) ist als Post- bzw. Raststation in einer römischen Straßenkarte, der Tabula Peutingeriana, eingezeichnet und befand sich eventuell beim Georgenberg. Aus der Römerzeit sind viele Funde (Bronzearmringe, Fibeln) am Georgenberg gesichert. Im Bereich der Filialkirche St. Georg am Georgenberg wurden auch Reste eines römischen Gebäudes freigelegt.
Zwischen 470 und 475 n. Chr. hielt sich der heilige Severin im Land Salzburg auf, wobei sein Besuch in zwei Salzburger Orten in seiner Lebensbeschreibung, der Vita Sancti Severini, festgehalten wurde. Es wird vermutet, dass das von Severin erwähnte Castellum Cucullis auf dem Georgenberg lag und dass auch der um 400 n. Chr. zu datierende spätantike Kirchenbau auf dem Georgenberg die Kirche ist, die Severin zweimal betrat.